# Jour des forces armées de l'Ukraine
La Journée des défenseurs et défenseuses de l'Ukraine  est un jour férié observé en  Ukraine et qui est célébrée le 6 décembre depuis 1993.